# Arrondissement di Ypres
L'arrondissement di Ypres (in olandese Arrondissement Ieper, in francese Arrondissement d'Ypres) è una suddivisione amministrativa belga, situata nella provincia delle Fiandre Occidentali e nella regione delle Fiandre.

## Composizione
L'arrondissement di Ypres raggruppa 8 comuni:
- Heuvelland
- Langemark-Poelkapelle
- Mesen
- Poperinge
- Vleteren
- Wervik
- Ypres (Ieper)
- Zonnebeke

## Società

### Evoluzione demografica
Abitanti censiti
- Fonte dati INS - fino al 1970: 31 dicembre; dal 1980: 1º gennaio